# Arthur Chung
Raymond Arthur Chung, em chinês 鍾亞瑟, pinyin: Zhōng Yàsè,  (Ilhas Essequibo-Demerara Ocidental, 10 de janeiro de 1918 - Georgetown, 23 de junho de 2008) foi presidente da Guiana entre 1970 e 1980. Foi o primeiro presidente com ascendência asiática num país das Américas.

## Presidência
Quando a Guiana se tornou uma república sob a liderança da Forbes Burnham em 1970, a Assembleia Nacional elegeu Chung como o primeiro presidente do país; ele assumiu o cargo em 17 de março de 1970. Dez anos depois, uma revisão constitucional transformou a presidência em uma posição executiva, e Burnham sucedeu Chung como presidente em 6 de outubro de 1980.

## Anos posteriores
Chung morreu aos 90 em 23 de junho de 2008  em sua casa em Bel Air Springs, Georgetown.
Uma semana após sua morte, ele foi enterrado nas Sete Lagoas do Jardim Botânico.